# Yeo Seo-jeong
Yeo Seo-jeong (hangul: 여서정; Yongin, 20 de fevereiro de 2002) é uma ginasta artística sul-coreana, medalhista olímpica.

## Carreira
Filha de pais ginastas, sua mãe conquistou a medalha de bronze na disputa por equipes nos Jogos Asiáticos de 1994 e seu pai, Yeo Hong-chul, foi medalhista de prata no salto nos Jogos Olímpicos de Verão de 1996 em Atlanta. Sua primeira participação de destaque em competições internacionais foi nos Jogos Asiáticos de 2018 em Jacarta, onde apresentou com a equipe sul-coreana, que terminou em quarto lugar. Individualmente, foi campeã do salto. Dois anos depois, conquistou a medalha de bronze nos Jogos Olímpicos de Verão de 2020 em Tóquio.